# Scaphinotus hubbardii
Scaphinotus hubbardii är en skalbaggsart som beskrevs av Schwarz. Scaphinotus hubbardii ingår i släktet Scaphinotus och familjen jordlöpare. Inga underarter finns listade i Catalogue of Life.